# Chaetopodella ornata
Chaetopodella ornata är en tvåvingeart som beskrevs av Hayashi och Papp 2007. Chaetopodella ornata ingår i släktet Chaetopodella och familjen hoppflugor.
Artens utbredningsområde är Nepal. Inga underarter finns listade i Catalogue of Life.